# Chaetostephana
Chaetostephana is een geslacht van vlinders van de familie uilen (Noctuidae), uit de onderfamilie Agaristinae.

## Soorten
- C. inclusa (Karsch, 1895)
- C. rendalli (Rothschild, 1896)